# Amadou Gon Coulibaly
Amadou Gon Coulibaly (Abiyán, 10 de febrero de 1959-Ib., 8 de julio de 2020) fue un político marfileño. Perteneció a la Agrupación de los Republicanos (RDR).
Desde principios de 2017 y hasta su muerte fue el 10.º primer ministro de Costa de Marfil.

## Biografía
Nació en la ciudad marfileña de Abiyán el 10 de febrero de 1959, durante la época del África Occidental Francesa. Inició su carrera política al cabo de los años en la Agrupación de los Republicanos.
A principios de 1990 comenzó a trabajar como asesor técnico del entonces primer ministro, Alassane Ouattara. Desde 1995 al 2000 fue diputado en la Asamblea Nacional de Costa de Marfil y al mismo tiempo se desempeñó como alcalde de la ciudad de Korhogo.
Luego, desde octubre de 2002 hasta febrero de 2010, fue ministro de Agricultura, y un año más tarde pasó a ser secretario general de la Presidencia.

### Primer ministro
El 10 de enero de 2017 fue nombrado por el presidente Alassane Ouattara nuevo primer ministro de Costa de Marfil. La composición de su nuevo gobierno se anunció el 11 de enero y se consideraba muy similar a la del anterior gobierno de su predecesor, Daniel Kablan Duncan. En total tendría 28 ministros en su gabinete.

### Fallecimiento
El 2 de mayo de 2020 viajó a Francia para someterse a algunos exámenes médicos por motivo de  salud. Pese a ello, falleció el 8 de julio a los 61 años de edad, apenas seis días después de haber retornado a Costa de Marfil, siendo sucedido por Hamed Bakayoko.